# Rosa 'Trier'
'Trier' (el nombre del obtentor registrado de 'Trier'® ), es un cultivar de rosa que fue conseguido en Alemania en 1904 por el rosalista alemán Peter Lambert.
La rosa 'Trier', está considerada como el ancestro inicial de la mayoría del grupo Híbrido almizcleño.

## Descripción
'Trier' pertenece a las rosas antiguas cultivar del grupo Híbrido multiflora.
El cultivar procede del cruce de parentales de 'Aglaïa' (híbrido multiflora, Schmitt, 1896) x 'Mrs. R.G. Sharman-Crawford'.
Las formas arbustivas del cultivar tienen porte erguido arqueado amplio y alcanza más de 250 cm de alto. Las hojas son de color verde oscuro y brillante. Sin espinas o casi.
Sus delicadas flores de color crema mezcla de blancos los estambres resaltan amarillo dorados. Fragancia moderada a ninguna. Rosa de diámetro pequeño a medio de 2.25". La flor media, semidobles a doble de 26 a 30 pétalos. Florece en grupos, flora plana.
Florece en oleadas a lo largo de la temporada. Primavera o verano son las épocas de máxima floración, si se le hacen podas más tarde tiene después floraciones dispersas.

## Origen
El cultivar fue desarrollado en Alemania por el prolífico rosalista alemán Lambert, en 1904. 'Trier' es una rosa híbrida diploide con ascendentes parentales de 'Aglaïa' (híbrido multiflora, Schmitt, 1896) x 'Mrs. R.G. Sharman-Crawford'.
El obtentor fue registrado bajo el nombre cultivar de 'Trier'® por Lambert en 1904 y se le dio el nombre comercial de exhibición 'Trier'™.
La rosa fue conseguida por hibridación por Lambert en Alemania antes de 1904, e introducida en el mercado alemán en 1904 por Lambert como 'Trier'.
La rosa 'Trier' en los comercios en Europa se la encuentra como 'Moonlight' y viceversa.
'Trier' en algunos viveros de Estados Unidos la venden como Moonlight y no debe ser confundida con la rosa 'Moonlight' de Pemberton.
También la rosa 'Trier' creada por Lambert no debe ser confundida con 'Trier 2000' creada por  Kordes. Lambert estaba trabajando en 1904 en la ciudad alemana de Trier en honor de la cual fue nombrada la rosa.

## Cultivo
Aunque las plantas están generalmente libres de enfermedades, es posible que sufran de punto negro en climas más húmedos o en situaciones donde la circulación de aire es limitada.
Las plantas toleran media sombra, a pesar de que se desarrollan mejor a pleno sol. En América del Norte son capaces de ser cultivadas en USDA Hardiness Zones 4b a 9b. La resistencia y la popularidad de la variedad han visto generalizado su uso en cultivos en todo el mundo.
Puede ser utilizado para las flores cortadas, jardín o columnas. Vigorosa. En la poda de Primavera es conveniente retirar las cañas viejas y madera muerta o enferma y recortar cañas que se cruzan. En climas más cálidos, recortar las cañas que quedan en alrededor de un tercio. En las zonas más frías, probablemente hay que podar un poco más que eso. Requiere protección contra la congelación de las heladas invernales.